# Урсоая (Каушенський район)
Урсоая (рум. Ursoaia) — село в Молдові в Каушенському районі. Утворює окрему комуну.